# متلازمة الضائقة التنفسية لدى الرضع
متلازمة الضائقة التنفسية لدى الرضع أو حديثي الولادة (بالإنجليزية: Infant respiratory distress syndrome أو neonatal respiratory distress syndrome أو respiratory distress syndrome of newborn)‏ (مختصرها IRDS) أو التي كذلك تسمى حاليا باضطراب نقص فاعل السطح (بالإنجليزية: surfactant deficiency disorder)‏ ومختصره (SDD) وكانت تسمى سابقا داء الغشاء الهياليني (بالإنجليزية: hyaline membrane disease)‏ ومختصره (HMD) هي متلازمة تصيب الأطفال حديثي الولادة والذين يولدون ولادة مبكرة وسببها قصور نمائي في إنتاج الفاعل بالسطح الرئوي وعدم نضوج في تكوين الرئتين. كما يمكن أن تكون نتيجة لخلل جيني في البروتين المرتبط بتكوين الفاعل بالسطح الرئوي.
هذه المتلازمة تصيب 1% من حديثي الرضع وهي سبب رئيسي في وفيات الولادات المبكرة. إن احتمال الإصابة يقل مع التقدم في الحمل، فإذا كان العمر الحملي عند الولادة 26 إلى 28 إسبوعا فإن احتمال الإصابة 50%، أما إذا كان 30 إلى 31 إسبوعا فإنه يقل إلى 25%. تزداد الإصابة بهذه المتلازمة إذا كان الأم مصابة بالسكري، ويزداد الاحتمال في حالة الولادة الثانية لتوائم بولادات مبكرة.
يجب التفريق بين متلازمة الضائقة التنفسية لدى الرضع ونقص التنسج الرئوي، وهو سبب آخر مهم يتسبب بوفيات الرضع بسبب مشاكل تنفسية.

## الأعراض والإشارات
متلازمة الضائقة التنفسية للمواليد تبدأ عند الطفل بعد ولادته بوقت قصير ويكون ذلك واضحا من خلال ازدياد سرعة التنفس، ازدياد سرعة نبضات القلب، انقباض القفص الصدري، شخير زفيري، توهج الانف وازرقاق لون الجلد عند القيام بمجهود تنفسي.
مع تقدم المرض قد يعاني الطفل من فشل بالتنفس)بسبب ارتفاع نسبة ثاني أكسيد الكربون بالدم)، وقد يواجه انقطاع مطول في التنفس (apnea). سواء تعرض للعلاج المناسب أو لم يتعرض، المسار السريري للمرض الحاد يمتد من يومين إلى ثلاث أيام. خلال اليوم الأول يصبح حال المريض سيئاً ويحتاج كثير من الدعم. خلال اليوم الثاني تكون أوضاع الطفل أكثر استقرار تحت الدعم المناسب ويسجل باليوم الثالث حالة من الثبات ويعالج بشكل عاجل بمدر للبول. على الرغم تقدم مستوى العناية، يعتبر متلازمة الضائقة التنفسية للمواليد السبب الأول الشائع الوحيد للوفاة خلال الشهر الأول في العالم المتطور. قد يتضمن المرض بعض من المضاعفات مثل اضطرابات أيضى ية (حُمَاضٌ اسْتِقْلابِي أَيْضِيّ، انخفاض السكر بالدم) القناة الشريانية السالكة، انخفاض ضغط الدم، تغيرات وتغيرات مزمنة بالرئة، ونزيف بالدماغ. من المضاعفات المتكررة للمرض الخداج ومشاكل في وظائف بعض الأعضاء.

## الهيستوباثولوجيا – مرض الأنسجة
إحدى الميزات التي وجدت عند الأطفال الذين تُوفوا بسبب متلازمة الضائقة التنفسية للمواليد كانت المصدر الأساسي لمسمى «داءُ الغِشاءِ الهَيالينيّ». حيث يتم ظهور طبقات مطاطية من الغشاء الهياليني تغلف الحويصلات الهوائية المغلقة الموجودة في الرئة. بالإضافة لوجود نزيف وانتفاخ زائد بقنوات الهواء وتلف لبطانة الخلايا في الرئة.

## الفيزيولوجيا المرضية
الرئة عند الرضيع المتضررة بمتلازمة الضائقة التنفسية للمواليد تعاني من ضعف في تطويرمادة فاعل بالسطح الرئوي، التي تساعد بمنع انغلاق وانقباض الفراغات الهوائية النهائية (الموقع المستقبلي لتطور الحويصلات الهوائية) خلال الدورة الطبيعية المنتظمة للشهيق والزفير.
تتكون مادة فاعل السطح الرئوي من مجموعة معقدة من الدهون، البروتينات، والغلايكوبروتين التي تنتج من خلايا رئوية خاصة تسمى «خلايا النوع الثاني II أو خلايا رئوية من النوع الثاني».يتم حفظ وجمع مادة الفاعل بالسطح الرئوي داخل أجسام صفائحية في الخلايا التي تقذف محتوياتها إلى سطح الفراغات الهوائية. ثم بعد ذلك تنفتح هذه الجسام الصفائحية لتصبح مادة معقدة مبطنة للفراغ الهوائي. تقلل هذه الطبقة من التوتر السطحي في السوائل التي تبطن الفراغ الهوائي. التوتر السطحي مسؤول عن ما يقارب 2/3 من قوة الارتداد المطاطي الداخلي. بطريقة مشابهة لانقباض الفقاعة لتعطي اقل مساحة ممكنة لوحدة حجم، وبالتالي فان السطح البيني بين الهواء/الماء يعني ان سطح السائل سيميل إلى ان يصبح باصغر حجم ممكن، مسببا بالتالي ان ينقبض الفراغ الهوائي. بتقليل التوتر السطحي، يمنع الفاعل للسطح الرئوي الفراغات الهوائية من الانغلاق خلال الزفير. إضافة إلى ان تقليل التوتر السطحي يسمح باعادة فتح الفراغات الهوائية باقل مقدار من القوة. وبالتالي، من دون كمية الفاعل للسطح الرئوي المناسبة، فان الفراغات الهوائية ستنغلق ويصبح من الصعب إعادة فتحها.
باستخدام المجهر، يتميز السطح الرئوي المصاب بقصور في إنتاج مادة الفاعل في السطح الرئوي بالفراغات الهوائية المنغلقة المتبادلة مع المناطق ذات التوسع الكبير، واحتقان الاوعية الدموية، ومع الوقت، اغشية هيالينية. الاغشية الهيالينية تتكون من فايبرونجين، حطام خلوي، وخلايا الدم الحمراء، نيتروفيلات نادرة، وخلايا بلعمية. يظهرون على شكل مادة يوزينية ليست ذا ت شكل محدد تبطن وتملأ الفراغات الهوائية، وتمنع تبادل الهواء. والنتيجة هي عدم قدرة الدم الذي يعبر الرئة على أخذ الاكسجين والتخلص من ثاني اكسيد الكربون. مستوى الاكسجين في الدم ينخفض ومستوى ثاني اكسيد الكربون يرتفع فيؤدي ذلك إلى ارتفاع المستوى الحمضي في الدم وإلى نقص الاكسجين. عدم نضج الشكل البنائي، والذي يتمثل بسبب انخفاض عدد وحدات تبادل الغازات وزيادة سمك الحائط. يسهم بدوره في عملية تطور المرض. الاكسجين العلاجي والضغط الإيجابي للتهوية -خلال محاولة انقاذ الحياة- من الممكن أن يتسبب بضرر للرئة.

## التشخيص
يظهر التشخيص من خلال الصورة السريرية والتصوير السيني للصدر، الذي يوضح صغر حجم الرئة (يصبح الصدر على شكل جرس،) غياب الغدة الزعترية (بعد 6 ساعات)، ظهور سائل راشح قليل (0.5–1ملم) منفصل موحد (في بعض الاحيان يوصف بمنظر«زُجاجٌ مُغَشَّى» أو كما وصف حديثا «انعدام شفافية الفراغات الهوائية وما بين الانسجة المنتشر»)الذي يتضمن كل فصوص الرئة والقصبات التي تكون عادة ممتلئة بالهواء (تبطن المادة الراشحة القنوات الهوائية الكبيرة التي عادة ما تكون ممتلئة بالهواء). في الحالات الخطيرة، يصبح هذا السائل مبالغا به لتصبح حدود القلب غير واضحة (مظهر ابيض).

## الوقاية
أغلب حالات مرض ضيق التنفس للرضع من الممكن تحسينه أو منعه عند إعطاء المرأة الحامل التي من الممكن أن تلد ولادة لجنين غير ناضج تماما هرمونات تسمى هرمونات سكرية (glucocorticoids).تعمل على اسراع إنتاج مادة الفاعل للسطح الرئوي. للولادات المبكرة كثيرا تعطى المرأة الحامل هذه الهرمونات دون النظر لحالة رئة الجنين. الكلية الأمريكية لعلم التوليد والأطباء النسائيين (ACOG)، الكلية الملكية للطب، ومنظمات صحية عظمى أخرى اوصت بالعلاج بالهرمونات السكرية قبل الولادة للنساء المعرضات لولادة مبكرة قبل 34 أسبوع. وتؤخذ دورات مكررة ارشادية لكيفية اعطاء الهرمونات، مقارنة بإعطاء دورة واحدة، لا يبدو انه يشكل فرقا بازدياد أو نقصان خطورة الموت أو اضطرابات تطور الأعصاب عند الأطفال.
في الحمل الذي يزيد مدته عن 30 أسبوع، يمكن اختبار نضوج الرئة عند الجنين من خلال أخد عينة من السائل السلوي لفحص كمية الفاعل للسطح الرئوي عن طريق بَزْلُ السلى ى، حيث يتم ادخال ابرة خلال بطن ورحم الام. تتوفر عدة اختبارات ترتبط بانتاج مادة الفاعل للسطح الرئوي. تتضمن نسبة الليستين إلى السفنجوميلين lecithin-sphingomyelin ratio("L/S ratio") ووجود phosphatidylglycerol (PG)، وحديثا surfactant/albumin (S/A) ratio. بالنسبة L/S ratioاذا كانت أقل من 2:1، قد تكون رئات الجنين تعاني من نقص مادة الفاعل بالسطح الرئوي. ظهور (PG) عادة يشير إلى نضوج الرئة. أما بالنسبة (S/A) يعطى بوحدة ملي غرام من مادة الفاعل للسطح الرئوي لكل غرام من البروتين. نسبة ال (S/A) إذا كانت <35 تشير إلى ان الرئة غير ناضجة، بين 35-55 غير معروفة الحالة، وأكثر من 55 يشير إلى إنتاج ناضج لمادة الفاعل للسطح الرئوي (بالترابط مع نسبة L/S أن تكون 2.2 أو أكثر).

## العلاج
يعطى المريض كمية من الاكسجين مع كمية صغيرة من الضغط الإيجابي المستمر (CPAP)، بالإضافة إلى سوائل بالوريد للحفاظ على توازن السكر والاملاح والضغط في الدم. إذا زادت حالة الطفل سوءا، يتم إدخال أنبوب إلى القصبة الهوائية (أنبوب التنفس) موصول بجهاز ميكانيكي ليعطي أنفاس متقطعة. تحضر مادة الفاعل للسطح الرئوي خارجيا، سواء كانت مصنعة أو مستخرجة من رئة الحيوانات، تعطى من خلال أنبوب التنفس إلى الرئة. من أشهر مادة الفاعل للسطح الرئوي المستخرجة (Survanta) المستئصلة من رئة البقر. التي تساعد على تقليل خطورة الموت عند الطفل المولود بالمستشفى بوزن قليل جدا ب 30% . مثل هؤلاء المواليد الخدج الصغار قد تستمر عملية تزويدهم بالاوكسجين لمدة أشهر. أحد الابحاث اشار إلى ان البخاخ من مادة perfluorocarbon يساعد في تقليل الاتهاب في صغار الخنزير. التهاب الرئة المزمن المتضمن خلل التنسج القصبي الرئوي هما الأكثر شيوعا في متلازمة الضائقة التنفسية الحادة. المسبب في BPD هو مشكلة في الاوكسجين اما بزيادة أو نقص التنفس. معدل الوفيات للاطفال الأكثر من 27 اسبوع حمل هو اقل من 10%.
اكسدة الاغشية خارج الجسم (ECMO) تتيح امكانية العلاج بتوفير الاكسجين خلال جهاز يقلد عملية تبادل الغاز في الرئة. ومع ذلك لا يمكن تطبيق ECMO على حديثي الولادة الذين تقل اوزانهم عن 4.5 باوند (2 كيلوغرام)انهم يمتلكون اوعية صغيرة جدا لا تسمح بحدوث عملية إِقْناء. وهكذا اعاقة التدفق بسبب قيود حجم القنوات وبالتالي تزداد المقاومة لتدفق الدم من خلالها (مقارنة بمقاومة الاوعية الدموية). وبالإضافة إلى ذلك ان في الأطفال الذين تقل اعمارهم عن 34 اسبوع من بداية الحمل الكثير من انظمة الجسم لا تكون متطورة بشكل كافي بعد وخصوصا الاوعية الدموية الدماغية، والقالب الجنيني. مما يؤدي إلى حساسية عالية اتجاه أي تغير بسيط في درجة الحموضة، ضغط الاوكسجين والضغط داخل الدماغ وبالتالي الأطفال المولدون قبل الميعاد هم في خطر عالي للنزيف داخل البطيني إذا تم تطبيق ECMO في عمر يقل عم 32 اسبوع. وايضا لاحقا أصبحت ممارسة الاشعة فوق الصوتية على الدماغ قبل استخدام  ECMO شرط ضروري. وبالتالي الجهاز لا يمكن استخدامه لأغلب حديثي الولادة غير الناضجين.
طريقة «التأمين»
هينريك فاردير هو مخترع ورائد في طريقة التامين. هو نهج فعال جدا لإدارة حديثي الولادة قبل الميعاد المصابين بضائقة تنفسية هذه الطريقة اظهرت من خلال التحليل التلوي ان هذه الطريقة نجحت في تقليل استخدام التهوية الصناعية وتقليل حدوث النمو غير الطبيعي للقصبة الرئوية (BPD). منذ تصورها في عام 1989 طريقة التامين تم استشهادها بأكثر من 500 ورقة.
و الدراسة الثانية العشوائية للرضع الذين تقل اعمارهم عن 30 اسبوع تم اعلانها عام 1999. في اخر 15 سنة عمل هينريك على تشخيص النضج الرئوي من خلال شفاطات معدية في وقت الولادة. وبدمج هذه الطريقة التشخيصية مع طريقة التأمين هينريك قام بدراسة لتحسين أكبر في الناتج السريري لمتلازمة الضائقة التنفسية.فحوصات نضج الرئة استخدمت فحص الفقاعات الصغيرة، حساب عددالاجسام الصفائحية (LBC)  والقياسات (L/S)  والمواد الكيمائية، المرتبطة بالتعاون مع انجر هوسكولدسن.

## اضطرابات أخرى متعلقة
متلازمة الضائقة التنفسية الحادة (ARDS) تشبه متلازمة الضائقة التنفسية للمواليد IRDS.مرض تسارع التنفس العابر للمولودين حديثا يترافق مع متلازمة الضائقة التنفسية للمواليد في الخدج المولودين حديثا.

## ضحايا مشهورين
في عام 1963، Patrick Bouvier Kennedy ، ابن الرئيس الامريكيJohn F. Kennedy وزوجته السيدة الأولى Jacqueline Kennedy، مات بسبب متلازمة الضائقة التنفسية بعد ولادته بيومين من الولادة المبكرة بمدة حمل 34 أسبوع.